# Милко Кос
Милко Кос (на словенски: Milko Kos) е словенски историк, считан за баща на Люблянската школа по историография.

## Биография и творчество
Милко Кос е роден на 12 декември 1892 г. в Гориция, Австро-Унгария (сега в Италия). Баща му, известният медиевист Франк Кос, е преподавател в държавната гимназия. Майка му е фриулка от Горица и Градишка. Има по-малък брат, Антон Гоймир Кос, който по-късно става известен художник.
Следва История във Виенския университет, специализирайки Социална история на Средновековието. В периода 1915 – 1917 г. следва в Института за австрийски исторически изследвания, а през 1918 – 1920 г. работи в Комисията за разрешаване на архивното наследство за Словения. В периода 1919 – 1924 г. работи в Националната учебна библиотека в Любляна и в периода 1921 – 1922 г. в Националното библиотекарско училище в Париж. През 1924 г. става асистент в Белградския университет, а през октомври 1925 г. става доцент по Спомагателни исторически науки в Загребския университет.
През 1928 г. започва да преподава във Факултета по изкуствата на Университета в Любляна, където замества Людмил Хауптман като ръководител на катедрата за Словенска история. В тази си позиция той повлиява на почти всички словенски историци от периода след Втората световна война; повечето от тях са завършили под негово пряко ръководство, включително Фран Цвитър и Бого Графенауер. Автор е на над 350 научни труда.
През 1934 г. става редовен професор, декан е през 1936 – 1937 г. В периода 1941 – 1945 г. е ректор на университета, а до 1948 г. е заместник-ректор. По време на трудния период на анексирането на Словения от Италия и нацистите, поддържа връзка с Освободителния фронт на словенския народ. Пенсионира се през 1965 г. Изнася лекции до 1967 г.
Експерт е по моделите на средновековните селища в словенските земи. Пише за социалната история на средновековните градове и по въпроси, свързани с ранната словенска история, включително славянското княжество Карантания и фрайзингенските ръкописи. Получава почетна докторска степен през 1969 г. от Люблянския университет.
След войната е един от членовете основатели на Словенската академия на науките и изкуствата и неин генерален секретар от 1950 до 1972 г.
През 1955 г. той получава наградата „Прешерен“, най-високото признание за културни постижения в Словения, за работата си върху поземлените регистри в Словенското крайбрежие.
Милко Кос умира на 24 март 1972 г. в Любляна, Словения.
На негово име е кръстен Историческият институт „Милко Кос“ в Любляна. През 1982 г. в Алеята на великите мъже в Нова Горица е издигнат негов бюст.